# Unteres Aulaqi-Sultanat

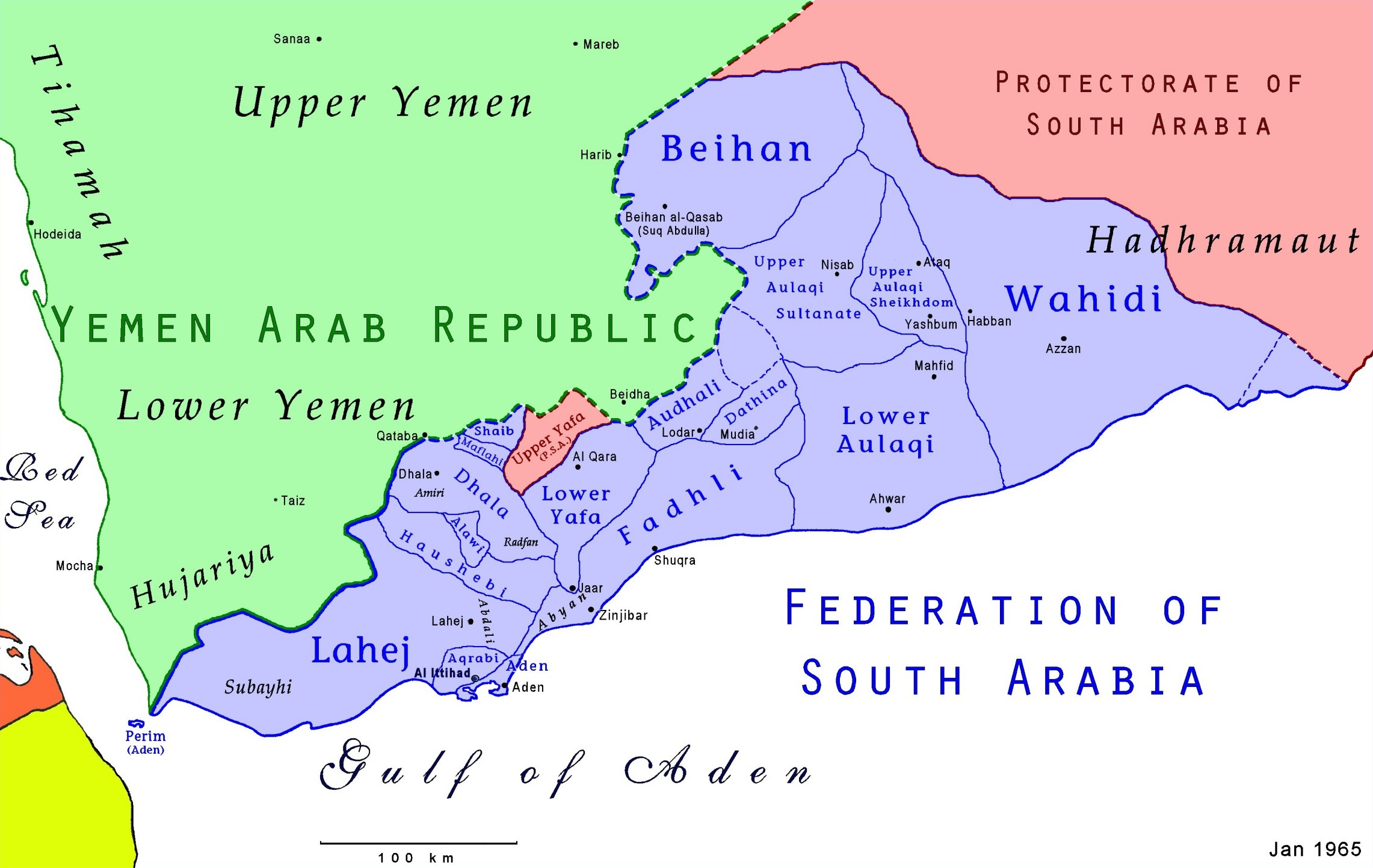
Karte der Südarabischen Föderation.

Flagge des Unteren Aulaqi-Sultanats.

Das Untere Aulaqi-Sultanat (arabisch سلطنة العوالق السفلى, DMG Salṭanat al-ʿAwāliq as-Suflā; andere Schreibweise für Aulaqi: Awlaqi) war ab 1963 ein Staat innerhalb der Südarabischen Föderation, nachdem es kurzzeitig, von 1959 an, zur Föderation der Arabischen Emirate des Südens gehört hatte. Seine Hauptstadt war die Küstenstadt Ahwar (Aḥwar, auch Ḥawar). 
Das Sultanat hatte sich wie das obere Aulaqi-Scheichtum im 18. Jahrhundert vom oberen Aulaqi-Sultanat abgespalten. Im 19. Jahrhundert erweiterten die Briten gewaltsam ihren Einfluss in der Region und schlossen 1888 mit dem Sultanat einen Vertrag, der 1944 von Sultan Aidrus ibn Ali (ʿAidarūs b. ʿAlī, 1948 ermordet) erneuert wurde. 1967 wurde dann Nasir ibn Aidrus (Nāṣir b. ʿAidarūs), der letzte Sultan, zusammen mit dem Gouverneur Prinz Ali Abdullah (ʿAlī ʿAbdullāh) festgenommen, wodurch das Sultanat in der Volksdemokratischen Republik Jemen aufging, deren Gründer seine feudalen, aristokratischen Strukturen auflösten. Heute ist das Gebiet Teil der Republik Jemen.

## Sultane
- Ali ibn Munassar al-Aulaqi
- al-Mahdi ibn Ali al-Aulaqi
- Ali ibn al-Mahdi al-Aulaqi
- Abd Allah ibn Ali al-Aulaqi
- Nasir ibn Abi Bakr al-Aulaqi
- Munassar ibn Abi Bakr al-Aulaqi, von 1855 bis Juli 1863
- Abu Bakr ibn Abd Allah al-Aulaqi, von 1863 bis 1892
- Salih ibn Ali al-Aulaqi, von 1892 bis 1900
- Ali ibn Munassar al-Aulaqi, von 1900 bis zum 5. Dezember 1902
- Nasir ibn Abi Bakr al-Aulaqi, vom 6. Dezember 1902 bis 1912
- Abu Bakr ibn Nasir al-Aulaqi, von 1912 bis 1924
- Munassar ibn Ali al-Aulaqi, von 1924 bis April 1930
- Aidarus ibn Ali al-Aulaqi, von 1930 bis 1947
- Nasir ibn Aidarus al-Aulaqi, von 1947 bis zum 29. November 1967